# Außenklasse
Eine Außenklasse ist eine Kooperationsform zwischen sonderpädagogischen Förderschulen und Regelschulen, die die Inklusion von Menschen mit Behinderung ermöglichen soll. In der Regel ist eine Außenklasse eine Klasse einer Förderschule im Gebäude einer Regelschule. In Bayern wird nach Änderung des Bayerischen Gesetzes über das Erziehungs- und Unterrichtswesen diese Form als Partnerklasse bezeichnet. In Baden-Württemberg werden Außenklassen als Kooperative Organisationsformen bezeichnet. In Sachsen-Anhalt und Hessen tragen sie den Namen Kooperationsklassen. Das Sächsische Schulgesetz spricht von Begegnung Behinderter/Nichtbehinderter. Saarland führt die Bezeichnung kooperierende Sonderklasse in einer Schule der Regelform und Brandenburg spricht von Förderklassen. Außenklassen werden häufig als Mittelweg zwischen dem Festhalten an Förderschulen und der totalen Inklusion gesehen.

## Konzeption
Außenklassen sind Klassen einer Förderschule die in den Räumlichkeiten einer Regelschule untergebracht ist. Die Nähe zu einer Klasse der Regelschule bietet die Möglichkeit durch Gestaltung eines gemeinsamen Unterrichts Schüler mit und ohne Behinderung gemeinsam zu unterrichten. Die Schüler mit Behinderung bleiben dabei Schüler der Förderschule, die Verantwortung für die Schüler mit Behinderung liegt bei den Lehrkräften der Förderschule. Abhängig vom persönlichen Engagement aller Lehrkräfte findet mehr oder weniger gemeinsamer Unterricht statt. Während in einzelnen Schulen in fast allen Fächern gemeinsamer Unterricht stattfindet, gibt es Schulen, in denen kein oder wenig gemeinsamer Unterricht, beispielsweise in den Fächern Sport, Musik oder Religion stattfindet.